# Kuhfraß

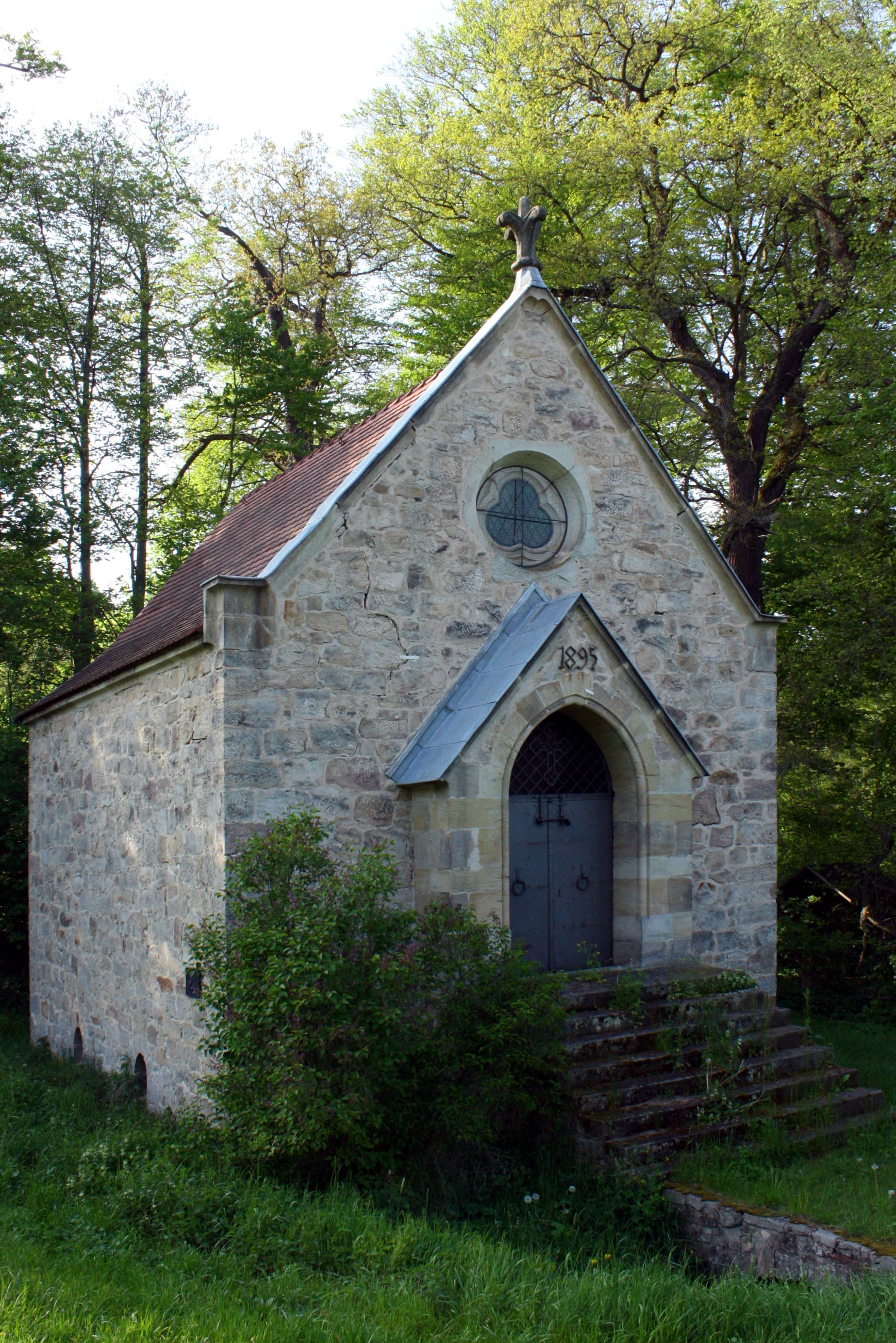
Grabkapelle

Kuhfraß ist ein Ortsteil der Gemeinde Uhlstädt-Kirchhasel im Landkreis Saalfeld-Rudolstadt in Thüringen.

## Geografie und Geologie
Von Kirchhasel über Oberhasel führt die Kreisstraße 18 ständig bergauf im Wald verlaufend zu dem 300 m über NN liegenden Ortsteil Kuhfraß. Dort beginnt etwa die Kochberger Hochfläche auf der Saale-Ilmplatte und es endet der Ausläufer des Hexengrundes. Dort herrschen grundwasserferne Böden auf verwittertem Muschelkalk vor.

## Geschichte
Die urkundliche Ersterwähnung des Weilers erfolgte 1428.
Der Weiler ist ehemals ein Vorwerk des Ritterguts Großkochberg gewesen. Dieses wurde 1825 von der Familie des James Patrick von Parry geerbt und von 1835 bis 1838 zum Schloss Hirschhügel umgebaut. Standesgemäß wurde dazu später eine Grabkapelle Hirschhügel errichtet. Der Sohn Charles Edward von Parry (1828–1882), königlich preußischer Oberstleutnant, war dann Erbe des Majorats. Dieses bekam seine Schwester Emma Luise (1834–1912). Ihr Ehemann wurde Leo Graf Henckel Freiherr von Donnersmarck-Gröditzberg, Sohn des Leo Victor Felix Henckel von Donnersmarck. Nach 1892 erbte der Diplomat Graf Viktor Henckel von Donnersmarck das Schloss. Sein Sohn mit Nebenwohnsitz Berlin, der Arzt Viktor jun. Henckel von Donnersmarck, baute es 1941 zum Kinderlandheim um.
Nach dem Zweiten Weltkrieg wurden dort entsprechend der Vereinbarungen der Siegermächte Heimatvertriebene und landarme Bauern mit Boden und Inventar aus der enteigneten Masse ausgestattet. Das Schloss wurde Altersheim und 1978 psychiatrisches Pflegeheim.